# Księżniczka Kaguya
Księżniczka Kaguya (jap. かぐや姫の物語 Kaguya-hime no monogatari, Opowiadanie o księżniczce Kaguya) – pełnometrażowy film anime Studia Ghibli z 2013 roku w reżyserii Isao Takahaty. Ekranizacja japońskiej opowieści z okresu Heian (X w.) pt.: Opowieść o zbieraczu bambusu.

## Fabuła
Starzejący się zbieracz bambusu w jednej z łodyg rośliny znajduje malutką dziewczynkę. Bierze ją za księżniczkę zesłaną mu przez niebiosa jako błogosławieństwo. Wraz z żoną wychowują ją jak własną córkę. Z czasem dziewczynka wyrasta na piękną kobietę. Otoczona mnóstwem adoratorów konsekwentnie odrzuca wszystkie propozycje zaręczyn. A najbardziej zdeterminowanym kandydatom wyznacza niemożliwe do spełnienia zadania. Pewnego dnia w księżniczce Kaguya zakochuje się sam cesarz.

## Nagrody
Film został wyróżniony między innymi nagrodą Mainichi Film Award w kategorii najlepszy film animowany roku 2013. Był też nominowany do Oscara w kategorii "Najlepszy pełnometrażowy film animowany" roku 2014.